# Amphoe Sam Ngam
Amphoe Sam Ngam (Thai: อำเภอ สามง่าม) ist ein Landkreis (Amphoe – Verwaltungs-Distrikt) im Nordwesten der Provinz Phichit. Die Provinz Phichit liegt im südlichen Teil der Nordregion von Thailand.

## Geographie
Benachbarte Landkreise (von Osten im Uhrzeigersinn): die Amphoe Mueang Phichit und Pho Prathap Chang der Provinz Phichit, die Amphoe Bueng Samakkhi, Sai Thong Watthana und Sai Ngam der Provinz Kamphaeng Phet, Amphoe Wachirabarami ebenfalls aus der Provinz Phichit, sowie die Amphoe Bang Rakam und Bang Krathum der Provinz Phitsanulok.

## Geschichte
Sam Ngam wurde am 1. März 1939 gegründet und setzte sich aus den Tambon Sam Ngam, Rang Nok, Wang Chik, Phai Rop, Ban Na und Noen Po des Bezirks Mueang Phichit, sowie Kamphaeng Din und Hat Kruat des Bezirks Bang Krathum, Provinz Phitsanulok, zusammen. Im Jahr 1943 wurden die Tambon Wang Chik und Phai Rop von Sam Ngam abgespalten und in den Kreis Pho Prathap Chang der Provinz Phichit eingegliedert.

## Verwaltung

### Provinzverwaltung
Der Landkreis Sam Ngam ist in fünf Tambon („Unterbezirke“ oder „Gemeinden“) eingeteilt, die sich weiter in 79 Muban („Dörfer“) unterteilen.
| Nr. | Name          | Thai    | Muban | Einw.  |
| --- | ------------- | ------- | ----- | ------ |
| 01. | Sam Ngam      | สามง่าม  | 16    | 09.464 |
| 02. | Kamphaeng Din | กำแพงดิน | 12    | 05.876 |
| 03. | Rang Nok      | รังนก    | 12    | 06.199 |
| 06. | Noen Po       | เนินปอ   | 20    | 09.090 |
| 07. | Nong Sano     | หนองโสน | 19    | 12.380 |

Hinweis: Die fehlenden Nummern (Geocodes) beziehen sich auf die Tambon, aus denen heute der Landkreis Wachirabarami besteht.

### Lokalverwaltung
Es gibt drei Kommunen mit „Kleinstadt“-Status (Thesaban Tambon) im Landkreis:
- Kamphaeng Din (Thai: เทศบาลตำบลกำแพงดิน) bestehend aus Teilen des Tambon Kamphaeng Din.
- Sam Ngam (Thai: เทศบาลตำบลสามง่าม) bestehend aus Teilen des Tambon Sam Ngam.
- Noen Po (Thai: เทศบาลตำบลเนินปอ) bestehend aus dem kompletten Tambon Noen Po.

Außerdem gibt es vier „Tambon-Verwaltungsorganisationen“ (องค์การบริหารส่วนตำบล – Tambon Administrative Organizations, TAO)
- Sam Ngam (Thai: องค์การบริหารส่วนตำบลสามง่าม) bestehend aus Teilen des Tambon Sam Ngam.
- Kamphaeng Din (Thai: องค์การบริหารส่วนตำบลกำแพงดิน) bestehend aus Teilen des Tambon Kamphaeng Din.
- Rang Nok (Thai: องค์การบริหารส่วนตำบลรังนก) bestehend aus dem kompletten Tambon Rang Nok.
- Nong Sano (Thai: องค์การบริหารส่วนตำบลหนองโสน) bestehend aus dem kompletten Tambon Nong Sano.